# Adolf Dux
Adolf Dux (n. 25 octombrie 1822, Pozsony, Imperiul Austriac – d. 20 noiembrie 1881, Budapesta, Austro-Ungaria) a fost un jurnalist, critic literar și traducător germano-maghiar, membru al Societății Kisfaludy.

## Biografie
Provenea dintr-o familie de evrei săraci. A dovedit de copil o sete de cunoaștere și a urmat o școală evreiască. La vârsta de 13 ani l-a cunoscut pe Ferenc Deák la Adunarea Parlamentară de la Bratislava, iar Deák a fost entuziasmat de cunoștințele de geografie ale băiatului și i-a oferit trei monede de argint. Cu acești bani și-a cumpărat cărți și alte rechizite pentru a-și continua studiile. 
A urmat studiile secundare în orașul său natal și la Győr, apoi a studiat dreptul și filozofia la Universitatea din Bratislava. Acolo a învățat limba maghiară cu ajutorul unui dicționar și a reușit să traducă articole scurte din limba maghiară. În 1847, când Adolf Neustadt a venit la Bratislava și a preluat ziarul Pressburger Zeitung, Dux a fost angajat. Mai târziu a tradus poezii maghiare pentru ziarul Pannonia. În 1848, atunci când au început primele persecuții evreiești, iar evreii din presa maghiară au fost acuzați de simpatii germane și austriece, el a dovedit un spirit patriotic maghiar.
Și-a continuat studiile la Viena în 1849, obținând un doctorat în filozofie. A lucrat o perioadă la Oesterreichische Zeitung, alături de Konrád Warrens, dar în 1852 a fost nevoit să părăsească Viena. A revenit în orașul său natal și a lucrat timp de doi ani ca profesor la o școală reală și jurnalist la Pressburger Zeitung. În 1855 s-a mutat la Pesta, unde a lucrat aproape permanent la ziarul de limbă germană Pester Lloyd, cu excepția câtorva ani în care a fost angajat al ziarului Ungarischer Lloyd și al anului 1865 când a lucrat la General-Correspondenz din Viena.
Nu cunoștea la acel moment suficient de bine limba maghiară pentru a fi scriitor, dar și-a asumat sarcina de a prezenta și de a răspândi literatura maghiară prin traduceri și critici literare. A făcut astfel servicii importante literaturii maghiare. Dux a fost primul traducător al lui Sándor Petőfi în limba germană, publicând în 1846 la Viena volumul Ausgewählte Dichtungen von Petőfi. A tradus, de asemenea, tragedia maghiară Bánk bán de József Katona (publicată în 1858 la Leipzig), precum și numeroase poezii ale lui József Eötvös (Kartäuser), Mihály Vörösmarty, János Arany și a multor altor poeți maghiari. A alcătuit recenzii, studii critice, note biografice și alte articole care au fost folosite în ziarele de limbă germană și în special în enciclopedii. A publicat, de asemenea, câteva povestiri originale în limba germană sub titlul Deutsch-Ungarisches (Viena 1871), precum și studii literare și cultural-istorice, care au apărut în volumul intitulat Aus Ungarn (Leipzig, 1879).
Pentru meritele sale în popularizarea literaturii maghiare a fost ales în 1867 ca membru străin al Societății Kisfaludy. Efortul depus l-a epuizat fizic și i-a grăbit sfârșitul. A murit pe 20 noiembrie 1881 la Budapesta, iar, cu prilejul înmormântării, jurnalistul și omul politic Miksa Falk a rostit cu discurs emoționant de adio. Ulterior, pe 22 februarie 1882, Albert Sturm a ținut un discurs comemorativ în cadrul Societății Kisfaludy. Pe casa în care s-a născut a fost amplasată în 1882 o placă memorială.

## Scrieri
- Ausgewählte Dichtungen von Petőfi. Wien, 1846.
- Der Zerfallene. Roman von Laidslaus Kelemenffy. Aus dem Ungarischen. Pressburg, 1847.
- Der Bauernkrieg in Ungarn 1514. Historischer Roman von Baron Joseph Eötvös. Aus dem Ungar. Pest, 1850.
- Zur ungarischen Frage, von Anton von Zichy. Aus dem Ungar. Wien, 1850.
- Ungarische Dichtungen. Pressburg. u. Leipzig. 1854. (Petőfi és Lisznyay költeményeiből, egy terjedelmesebb verses előszóval, melynek a szerző némi önéletrajzi tartalmat is adott.)
- Die Bucanier. Aus dem Französischen nach Paul Duplessis. Pressburg, 1854.
- Ein ungarischer Nabob. Roman von Moritz Jókai. Aus dem Ungar. Pest, 1856. (Belletr. Lesekabinet der magyar. Literatur.)
- Der alte Infanterist und sein Sohn der Husar. Charakterbild mit Gesang in 5 Akten, nach Josef Szigeti's ungar. Volksstücke: A vén bakancsos és fia a huszár frei bearbeitet. Wien, 1858.
- Bánk-Bán. Drama in 5 Akten von Joseph Katona. Aus dem Ungar. metrisch übersetzt. Leipzig, 1858.
- A magyar nemzeti muzeum. Pest, 1857. (Utmutató ennek műkincsei gyűjteményeiben. Ism. M. Sajtó 1856. 283. sz.)
- Das National-Museum. Eine Skizze. U. ott, 1858.
- Die Schwestern. Roman von Baron Joseph Eötvös. U. ott, 1858. Két kötet. (Belletr. Lese-Kabinet der magyar. Literatur.)
- Mein Reisetagebuch, von Lilla von Bulyovszky. Aus dem Ungar. U. ott, 1858.
- Dichtungen von Johann Arany. U. ott, 1861. (Keveháza s Katalin fordítása.)
- Ungarische Dorfgeschichten. Von Joseph Freiherr von Eötvös. Aus dem Ungar. Wien und Leipzig, 1862. Két kötet.
- Frauen vor dem Spiegel, von Paul Gyulai. Aus dem Ungar. Pest, 1864.
- Koronázási Emlékkönyv. U. ott, 1867. (A szöveget Falk Miksával együtt irták.)
- Auf Ludwig Kossuth's neuere Briefe, von Michael Horváth. Aus dem Ungar. U. ott, 1868.
- Deutsch-Ungarisches. U. ott, 1871. (Eredeti beszélyek.)
- Schwarze Diamanten. Roman von Moritz Jókai. Aus dem Ungar. U. ott, 1871. (Névtelenül.)
- Gesammelte Werke von Josef Freiherr von Eötvös. Aus dem Ungar. Wien, 1872. (Der Karthäuser. 6. kiadás a szerző életrajzával Dustól. 7. k. U. ott, 1878. Der Dorfnotär. 3. kiadás. Gedanken 3. kiadás.)
- Für den Glanz des Hauses, von Freiherr Joseph von Eötvös. Wien, 1873. (A szerzőnek bevégzetlen regénye, melyet D. befejezett.)
- Der letzte Herr eines alten Edelhofes, von Paul Gyulai. Aus dem Ungar. Leipzig, 1874.
- Melanchtons Beziehungen zu Ungarn, von Wilhelm Fraknói. Deutsch von..., Budapest, 1874.
- Graf Stefan Széchenyi und seine hinterlassenen Schriften, von Graf Melchior Lónyay. Aus dem Ungar. U. ott, 1875.
- Über unsere öffentlichen Angelegenheiten. Die Bankfrage, von Graf Melchior Lónyay. Aus-dem Ungar. U. ott, 1875.
- Geschichte der Stadt Neusohl, von Arnold von Ipolyi. Aus dem Ungar. Wien, 1875.
- Vallás és tudomány. Bpest, 1876.
- Die geschichtliche Entwickelung des Gewerbwesens in Ungarn, von Arnold Ipolyi. Aus dem Ungar. U. ott, 1877.
- Geschichte und Restauration der kirchlichen Kunstdenkmale in Neusohl, von Arnold Ipolyi. Aus dem Ungar. U. ott, 1877.
- Aus Ungarn. Leipzig, 1879. (Irodalmi és művelődéstörténeti rajzok. Ism. Figyelő VII. Ellenőr 1880. 427. sz.)
- Ein alter Schauspieler, von Paul Gyulai. Aus dem Ungar. U. ott, 1879.

## Legături externe
- de Adolf Dux în Catalogul Bibliotecii Naționale a Germaniei (Informații despre Adolf Dux • PICA • Căutare pe site-ul Apper)